# Piotr Lewandowski (1882–1940)
Piotr Lewandowski (ur. 16 czerwca 1882, zm. 1940 w ZSRR) – pułkownik intendent z wyższymi studiami wojskowymi Wojska Polskiego II Rzeczypospolitej, ofiara zbrodni katyńskiej.

## Życiorys
Urodził się 16 czerwca 1882 jako syn Łukasza.
Po odzyskaniu przez Polskę niepodległości w 1918 został awansowany do stopnia pułkownika intendentury ze starszeństwem z dniem 1 czerwca 1919 . 3 czerwca 1919 został przeniesiony z Departamentu Gospodarczego MSWojsk. do Dowództwa Okręgu Generalnego Lublin na stanowisko szefa intendentury. Od listopada 1921 był szefem intendentury Dowództwa Okręgu Korpusu nr II w Lublinie. W lipcu 1924 został przydzielony do Departamentu VII MSWojsk., jako oddziału macierzystego. Był tam kierownikiem biura badań. W 1928 był oficerem Instytutu Techniki Intendentury. W marcu 1929 został zwolniony z zajmowanego stanowiska i oddany do dyspozycji właściwego dowódcy Okręgu Korpusu. Z dniem 31 sierpnia tego roku został przeniesiony w stan spoczynku. W 1934 jako pułkownik intendent dyplomowany w stanie spoczynku pozostawał w ewidencji Powiatowej Komendy Uzupełnień Warszawa Miasto III.
Po wybuchu II wojny światowej i agresji ZSRR na Polskę z 17 września 1939 został aresztowany przez sowietów. Na wiosnę 1940 został zamordowany przez NKWD. Jego nazwisko znalazło się na tzw. Ukraińskiej Liście Katyńskiej opublikowanej w 1994 (został wymieniony na liście wywózkowej 43/1-1 oznaczony numerem 1665). Ofiary tej części zbrodni katyńskiej zostały pochowane na otwartym w 2012 Polskim Cmentarzu Wojennym w Kijowie-Bykowni.

## Odznaczenia
- Krzyż Walecznych (przed 1923)[13]
- Medal międzysojuszniczy Médaille Interalliée (zezwolenie Naczelnika Państwa w 1921)[14]